# Quercus Publishing Plc
Quercus Publishing Plc ist ein britischer Buchverlag mit Sitz in London, der im Jahr 2004 von Mark Smith und Wayne Davies gegründet wurde. Er gibt vor allem Kriminalromane heraus, unter anderem von Philip Kerr,  Peter May, Peter Temple und übersetzte Werke von Philippe Claudel, Stieg Larsson und Valerio Varesi.
Auch Werke von Prajwal Parajuly, Kimberley Freeman, Science-Fiction, Fantasy- und Horrorliteratur  werden herausgegeben.